# Ямамото Сейко
Сейко Ямамото (яп. 山本 聖子; нар. 22 серпня 1980, Кавасакі, префектура Канаґава) — японська борчиня вільного стилю, чотириразова чемпіонка світу, дворазова чемпіонка та срібна призерка чемпіонатів Азії, дворазова володарка срібна та дворазова бронзова призерка Кубків світу, володарка Кубку Азії, чемпіонка Східноазійських ігор, чемпіонка світу серед студентів.

## Життєпис
Боротьбою почала займатися з 1985 року. У 1999 та 2000 роках ставала чемпіонкою світу серед юніорів. У цих же роках виступала і на дорослих чемпіонатах світу, де теж завоювала золоті медалі.
Виступала за борцівський клуб Університету Ніхон, Токіо. Тренери — Хідеакі Томіяма, Ікей Ямамото.

## Родина
Її батько Ікуей Ямамото був її тренером. У минулому — теж борець, учасник мюнхенської Олімпіади 1972 року, де посів сьоме місце у змаганнях з греко-римської боротьби. Старша сестра — Мію Ямамото, теж борчиня, триразова чемпіонка світу та чемпіонка Азії. Старший брат — Норіфумі Ямамото, відомий боєць змішаних єдиноборств.

## Спортивні результати на міжнародних змаганнях

### Виступи на Чемпіонатах світу
| Змагання                        | Збірна | Вагова категорія          | Місце  |
| ------------------------------- | ------ | ------------------------- | ------ |
| Чемпіонат світу з боротьби 1999 | Японія | жіноча боротьба, до 51 кг | Золото |
| Чемпіонат світу з боротьби 2000 | Японія | жіноча боротьба, до 56 кг | Золото |
| Чемпіонат світу з боротьби 2001 | Японія | жіноча боротьба, до 56 кг | Золото |
| Чемпіонат світу з боротьби 2003 | Японія | жіноча боротьба, до 59 кг | Золото |

### Виступи на Чемпіонатах Азії
| Змагання                       | Збірна | Вагова категорія          | Місце  |
| ------------------------------ | ------ | ------------------------- | ------ |
| Чемпіонат Азії з боротьби 1997 | Японія | жіноча боротьба, до 51 кг | Золото |
| Чемпіонат Азії з боротьби 2006 | Японія | жіноча боротьба, до 59 кг | Золото |
| Чемпіонат Азії з боротьби 2010 | Японія | жіноча боротьба, до 63 кг | Бронза |

### Виступи на Кубках світу
| Змагання                    | Збірна | Вагова категорія          | Місце  |
| --------------------------- | ------ | ------------------------- | ------ |
| Кубок світу з боротьби 2001 | Японія | жіноча боротьба, до 56 кг | Золото |
| Кубок світу з боротьби 2002 | Японія | жіноча боротьба, до 55 кг | Золото |
| Кубок світу з боротьби 2003 | Японія | жіноча боротьба, до 59 кг | Срібло |
| Кубок світу з боротьби 2004 | Японія | жіноча боротьба, до 59 кг | Бронза |
| Кубок світу з боротьби 2006 | Японія | жіноча боротьба, до 59 кг | Бронза |

### Виступи на інших змаганнях
| Змагання                                         | Збірна | Вагова категорія          | Місце  |
| ------------------------------------------------ | ------ | ------------------------- | ------ |
| Східноазійські ігри 2001                         | Японія | жіноча боротьба, до 56 кг | Золото |
| Чемпіонат світу з боротьби серед студентів 2002  | Японія | жіноча боротьба, до 55 кг | Золото |
| Klippan Lady Open 2003                           | Японія | жіноча боротьба, до 55 кг | Золото |
| Кубок Азії з боротьби 2003                       | Японія | жіноча боротьба, до 55 кг | Золото |
| Золотий Гран-прі з боротьби 2010 (Красноярськ)   | Японія | жіноча боротьба, до 63 кг | Золото |
| Відкритий міжнародний турнір «Sunkist Kids» 2011 | Японія | жіноча боротьба, до 63 кг | Срібло |

### Виступи на змаганнях молодших вікових груп
| Змагання                                      | Збірна | Вагова категорія          | Місце  |
| --------------------------------------------- | ------ | ------------------------- | ------ |
| Чемпіонат світу з боротьби серед юніорів 1998 | Японія | жіноча боротьба, до 54 кг | 6      |
| Чемпіонат світу з боротьби серед юніорів 1999 | Японія | жіноча боротьба, до 54 кг | Золото |
| Чемпіонат світу з боротьби серед юніорів 2000 | Японія | жіноча боротьба, до 54 кг | Золото |